# Uma Quase Dupla
Uma Quase Dupla um filme de comédia brasileiro  dirigido por Marcus Baldini lançado em 19 de julho de 2018 pela Paris Filmes. O filme é estrelado por Tatá Werneck e Cauã Reymond como uma dupla de investigadores em uma pequena fictícia cidade do interior, onde ocorre uma série de assassinatos.

## Sinopse
Dois policiais de personalidades opostas unem suas forças para desvendar os assassinatos cometidos em Joinlândia, uma cidade fictícia no interior do Brasil: Claudio é um subdelegado que não está acostumado à violência e fica doente quando vê uma cena de crime, e Keyla é uma corajosa investigadora enviada do Rio de Janeiro.

## Elenco
- Tatá Werneck como Keyla[7]
- Cauã Reymond como Claudio[7]
- Ary França como Moacir[7]
- Daniel Furlan como Dado Almeida[7]
- Alejandro Claveaux como Augusto Faustini[7]
- Louise Cardoso como Marlize[7]
- Gabriel Godoy como Cesinha[7]
- Priscila Steinman como Priscila
- Valentina Bandeira como Rosa Paiva
- Luciana Paes como Lúcia Braga[7]
- George Sauma como Angelo[7]
- Augusto Madeira como André[7]
- Ilana Kaplan como Guia Turística
- Pedroca Monteiro como Luís[7]
- Caito Mainier como Heitor[7]